# S Trianguli Australis
S Trianguli Australis är en pulserande variabel  av Delta Cephei-typ (DCEP) i stjärnbilden Södra triangeln.
Stjärnan varierar mellan visuell magnitud +6,01 och 6,77 med en period av 6,32351 dygn.